# Ричмонд (Нови Јужни Велс)
Ричмонд (енгл. Richmond) је град Аустралији у савезној држави Нови Јужни Велс. Према попису из 2006. у граду је живело 25.011 становника.

## Становништво
Према попису, у граду је 2006. живело 25.011 становника.
| 1991.  | 1996.  | 2001.  | 2006.  |
| ------ | ------ | ------ | ------ |
| 22,800 | 21,317 | 25,889 | 25,011 |